# コンコルド駅
コンコルド駅（コンコルドえき、Concorde）は、フランス・パリの1区、8区にまたがって存在するパリメトロの駅。コンコルド広場の地下にある。

## 利用可能な鉄道路線
- パリメトロ
  - 1号線
  - 8号線
  - 12号線

## 駅周辺
- コンコルド広場

### 東側
- テュイルリー庭園
- オランジュリー美術館
- ジュ・ド・ポーム国立ギャラリー

### 西側
- シャンゼリゼ通り

### 南側
- コンコルド橋
- ブルボン宮殿（国民議会（下院）議事堂） - セーヌ川の対岸にある

### 北側
- 国防省海軍参謀本部
- 会計監査院
- 在フランス・アメリカ合衆国大使館

## 歴史
- 1900年8月13日、メトロ1号線の駅として開業。
- 1910年11月5日、南北線A線ポルト・ド・ヴェルサイユ駅 - ノートル＝ダム＝ド＝ロレット駅間開通に伴い、南北線A線の駅が開業。
- 1914年3月12日、メトロ8号線の駅が開業。
- 1930年1月1日、南北線がCMP（現在のパリ交通公団 (RATP) の前身）に買収され、A線はメトロ12号線となる。

## その他

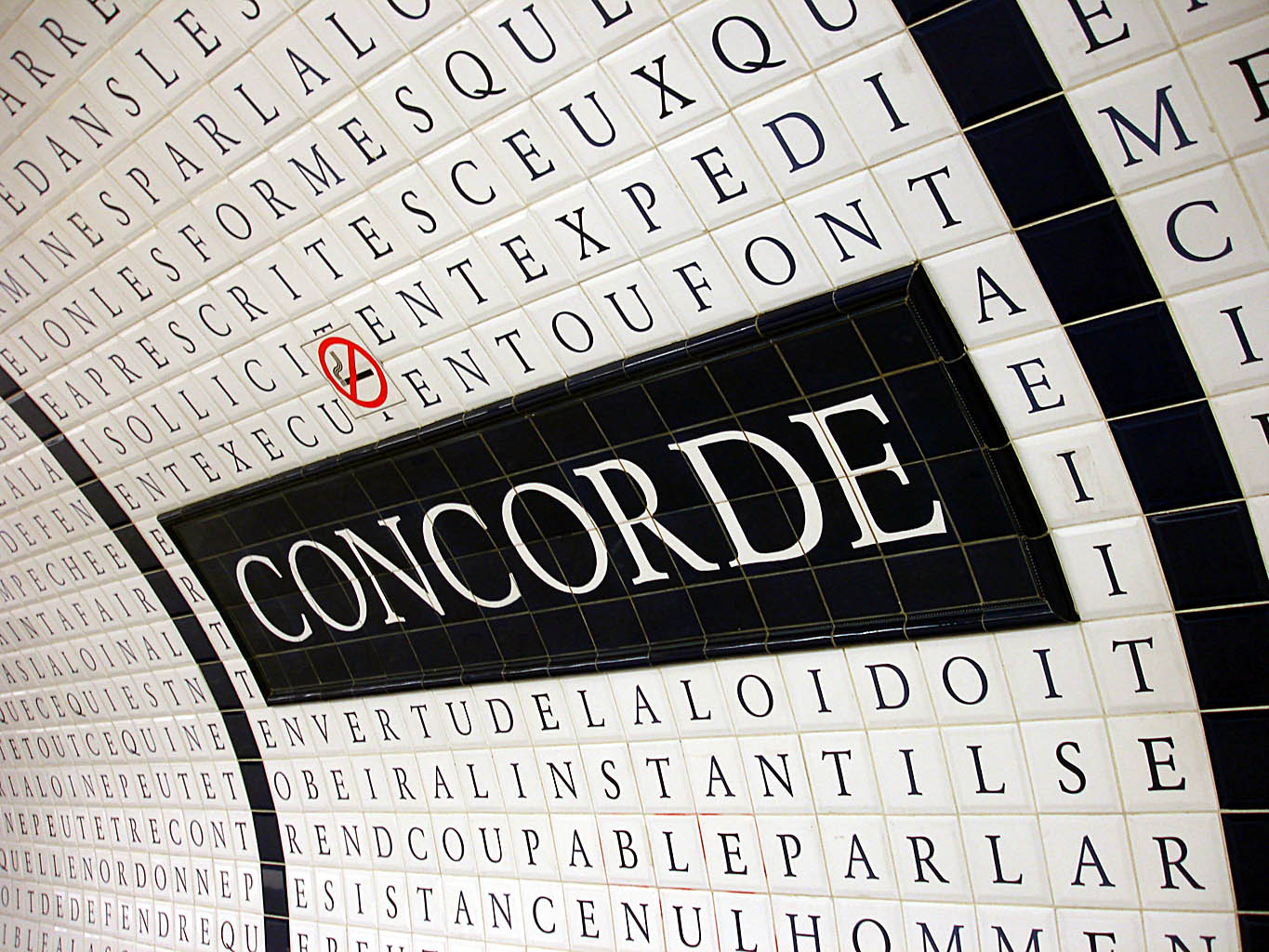
12号線ホームの壁面と駅名表

- 12号線ホームの壁面には、アルファベットの書かれたタイルでフランス人権宣言の文面が綴られている。

## 隣の駅
パリメトロ
■1号線
シャンゼリゼ＝クレマンソー駅 (Champs-Élysées - Clemenceau) - コンコルド駅 - テュイルリー駅 (Tuileries)
■8号線
アンヴァリッド駅 (Invalides) - コンコルド駅 - マドレーヌ駅 (Madeleine)
■12号線
マドレーヌ駅 (Madeleine) - コンコルド駅 - アサンブレ・ナシオナル駅 (Assemblée nationale）